# Черніхув (Краківський повіт)
Черніхув (пол. Czernichów) — село в Польщі, у гміні Черніхув Краківського повіту Малопольського воєводства.
Населення — 2083 особи (2011).
У 1975-1998 роках село належало до Краківського воєводства.

## Демографія
Демографічна структура станом на 31 березня 2011 року:
|          | Загалом | Допрацездатний вік | Працездатний вік | Постпрацездатний вік |
| -------- | ------- | ------------------ | ---------------- | -------------------- |
| Чоловіки | 1012    | 189                | 729              | 94                   |
| Жінки    | 1071    | 202                | 661              | 208                  |
| Разом    | 2083    | 391                | 1390             | 302                  |